# Chloristola
Chloristola là một chi bướm đêm thuộc họ Geometridae.

## Các loài
- Chloristola setosa Holloway, 1996